# Giáo hoàng Constantinô
Constantinô (Tiếng Latinh: Constantinus) là vị giáo hoàng thứ 88 của Giáo hội Công giáo. Sau khi giáo hoàng Sisinnius chỉ cai trị trong một thời gian rất ngắn kéo dài 20 ngày Constantinô trở thành người kế nhiệm của Giáo hoàng Sisinnius. Theo niên giám tòa thánh năm 1806 thì ông đắc cử Giáo hoàng vào năm 708 và cai quan giáo hội trong 7 năm 12 ngày. Niên giám tòa thánh năm 2003 xác định Triều đại của ông kéo dài từ ngày 25 tháng 3 năm 708 cho tới ngày 9 tháng 4 năm 715.
Giáo hoàng Constantinô sinh tại Syria. Ông tiếp tục công việc của vị tiền nhiệm. Ông rất bận tâm về các vấn đề thần học tôn giáo. Ông lên án lạc thuyết Nhất tính. Do đó có sự tranh cãi với các đại diện của Giáo hội Công giáo.
Ông cổ vũ việc hôn chân Thánh Phêrô như một hành động phục tùng. Các sử gia thuật lại rằng hoàng đế Justinianô II, kẻ thù của những người Marônít, mười năm sau về lại Constantinopolis và cai trị còn tàn bạo hơn nữa. Ông cố nài Giáo hoàng Constantinô đến kinh đô Constantinopolis để thống nhất với nhau về các quyết định đã được đưa ra ở công đồng Constantinopolis vừa qua mà Giáo hoàng Sergiô I đã từ chối.
Sau một thời gian do dự, Giáo hoàng đã rời Rôma và tới Constantinopolis ngày 5 tháng 10 năm 710, ông được đón tiếp long trọng tại các thàh phố. Như các đấng tiền nhiệm của mình, Giáo hoàng Constantinô đã làm cho hoàng đế Giustinianô II chấp nhận các lý do khiến đấng tiền nhiệm của ông tức Giáo hoàng Sergiô I (678-701) từ chối chuẩn y các nghị quyết của công đồng "vòm" năm 691. Sự dàn xếp tạm thời này được ký kết tại Byzancia, và Constantinô là vị Giáo hoàng cuối cùng đặt chân tới Constantinôpôli (mãi gần đây Giáo hoàng Phaolô VI mới lại tới Istanbul).
Sau một năm vắng mặt, ông chiến thắng trở về nơi ở của ông ở Rô-ma thì hoàng đế Jutinianô II lại thử rút lời. Hàng giáo sĩ và dân chúng chống đối ông. Cũng vậy, quân đội nổi dậy và ám sát Jutinianô II năm 711. Về phần Giáo hoàng Constantinô, ông qua đời ngày 9 tháng 4 năm 715. Ông được an táng tại nhà thờ chính tòa thánh Phê-rô ở Vatican.